# São Gonçalo do Abaeté
São Gonçalo do Abaeté là một đô thị thuộc bang Minas Gerais, Brasil. Đô thị này có diện tích 2687,41 km², dân số năm 2007 là 6156 người, mật độ 1,9 người/km².